# شيم أون ها
شيم أون ها (بالكورية: 심은하)‏ هي ممثلة كورية جنوبية متقاعدة، ولدت يوم 23 سبتمبر 1972 في سونغنام في كوريا الجنوبية.

## روابط خارجية
- Shim Eun-ha على موقع IMDb (الإنجليزية)
- Shim Eun-ha على موقع قاعدة بيانات الفيلم (الإنجليزية)